# Алтайський ботанічний сад
Алтайський ботанічний сад — ботанічний сад Комітету науки Міністерства освіти і науки Казахстану. Розташований у місті Риддер. Ініціатор та творець саду — Петро Олександрович Єрмаков.

## Історія
1933 року експедиція Всесоюзного інституту кормів під керівництвом Петра Єрмакова досліджувала флору сходу Казахстану. Повернувшись із експедиції, П. А. Єрмаков написав службову записку академіку Б. О. Келлеру, де обґрунтував, посилаючись на флористичне багатство краю, необхідність створення ботанічного саду у місті Риддері. 7 січня 1934 року на засіданні президії Казахстанської філії Академії наук СРСР (КФАН) було розглянуто питання «Про організацію ботанічного саду». Ідею створення ботанічного саду було схвалено вченими президії, Петру Єрмакову було оголошено подяку. Він був затверджений завідувачем Алтайського ботанічним садом. На засіданні було затверджено програму робіт саду, але юридично початком організації саду слід вважати 1935 рік. Петро Єрмаков дібрав ділянку 80 га на південно-східній околиці міста Риддера, у тому числі орних земель 23,16 га, вигону кам'янистого 25,32 га, вигону з чагарниками 28,13 га, лісу 1,37 га, незручних земель 2 64 га. Відведення даних земель для організації ботанічного саду було затверджено рішенням Ріддерської міської ради від 9 грудня 1935.
При виборі місця під сад були враховані його захищеність Сокільною сопкою від промислових газів, його різноманітний рельєф, типові для Алтаю ґрунти та наявність водних ресурсів. Сад розташований на південних відрогах великої Сокільної сопки на східній околиці широкої Риддерської долини, у заплаві річки Биструхи.
У сезон 1935 року були проведені перші роботи зі збору гербарію та насіння, восени 1935 року проведено розкорчування ділянки та оранка. З весни 1936 Алтайський ботанічний сад вперше приступив до посівів і посадок деревних, чагарникових, плодово-ягідних, овочевих і кормових рослин.
Рішенням президії Риддерської міськради 8 січня 1937 року ботанічному саду додатково було відведено 40 га землі.
1935 року Алтайський ботанічний сад розпочинав свою роботу з чотирьох осіб: завідувач ботанічним садом — один, практиканти — двоє, сторож — один.
Постановою Ради народних комісарів Казахської РСР від 6 грудня 1944 року № 689 «Про структуру КазФАН РСР на 1945 рік» було затверджено структуру Казахського ФАН РСР на 1945 рік та штатні розклади інститутів Казахського ФАН СРСР. Алтайський ботанічний сад було передано до Інституту ботаніки на самостійному балансі.
Постановою загальних зборів Академії наук Казахської РСР від 27 січня 1965 року № 5 «Про організацію Головного ботанічного саду Академії наук Казахської РСР» на базі Алма-Атинського ботанічного саду та Інституту ботаніки було організовано «Головний ботанічний сад Академії наук Казахської ССР» дослідницького інституту. «Алтайський ботанічний сад» було передано у підпорядкування Головного ботанічного саду та перейменовано на «Алтайську філію Головного ботанічного саду АН КазРСР».
У 1995 році проведено реєстрацію та затвердження меж землекористування Алтайського ботанічного саду. Після уточнення меж землекористування рішенням голови Леніногірської міської адміністрації від 10 липня 1995 року за Алтайським ботанічним садом закріплено 154,2 га (акт на право постійного землекористування № 398 від 15.09.1995).
Петро Олександрович Єрмаков помер 13 травня 1944 року на робочому місці та був похований на території Алтайського ботанічного саду.
16 лютого 1995 року восьма сесія Леніногорського міського масліхата-зборів депутатів ухвалила присвоїти Петру Олександровичу Єрмакову за особливі заслуги перед містом звання «Почесний громадянин міста Леніногорська». Вулиця, де розташована контора Алтайського ботанічного саду, названа ім'ям Єрмакова.
У 1999 році наказом Міністерства науки-Академії наук Республіки Казахстан за № 1 "Про реалізацію постанови Уряду Республіки Казахстан від 25 грудня 1998 р № 1335 «Питання установ-адміністраторів програм, що фінансуються з державного бюджету» науково-дослідні інститути були перетворені на Республіканські державні .У додатку наказом Міністерства науки-Академії наук Республіки Казахстан від 26 січня 1999 № 13 «Про перереєстрацію перетворюваних установ», що підлягають перереєстрації в державні підприємства за № 104 зазначений Алтайський ботанічний сад.
Постановою Уряду Республіки Казахстан від 5 липня 2000 року № 1018, наказом Міністерства освіти і науки від 2 серпня 2000 р. № 807 РДКП «Алтайський ботанічний сад» перетворено на самостійне підприємство на правах науково-дослідного інституту.
У 2005 році внесений в офіційний державний перелік об'єктів природних територій особливо охоронюваних Республіканського значення.
Нині Республіканське державне підприємство на праві господарського відання «Алтайський ботанічний сад» Комітету науки Міністерства освіти і науки Республіки Казахстан.
Нині територія ботанічного саду становить 154,2 га, розташована на південно-східній околиці Риддера і має різноманітний рельєф: від заплави річки Биструхи до скельних схилів Іванівського хребта.

## Структура саду
Структура саду складається з відділів квітництва, природної флори, плодівництва, дендрарію та репродукційного розплідника.

## Колекційний фонд
Унікальний колекційний фонд живих, рослин Алтайського ботанічного саду, який представлений 3745 видами, формами, сортами, зразками; з них у дендрарії зростає 619 біогруп, колекція плодово-ягідних культур складається із 342 видів, форм, сортів, квітково-декоративні рослини представлені 2220 таксонами, із них 1445 видів, форм, зразків — представники природної флори, 775 — інорайонні інтродуценти культурної флори, лікарські — 169 видів, 340 зразків, колекція рідкісних і зникаючих рослин — 90 видів, 286 зразків.

## Заповідна зона
Займає площу 51,5 га схилах гори Бєлкіна. Заповідна зона Алтайського ботанічного саду є природною екологічною системою, рослинний фітоценоз якої утворений 400 видами вищих квіткових рослин. У заповідній зоні 17,5 га займають типові для регіону природні рослинні угруповання та 34 га — природні екологічні системи, де зростає 16 видів рідкісних рослин.

## Наукова зона
Включає експериментальні ділянки з колекційними науковими фондами живих рослин та інтродукційні розплідники для розмноження, культивування та селекції рослин. Загальна площа — 30,55 га.

### Експозиційна зона
1. Експозиція природної флори — 4 га; інтродукційний насіннєвий розплідник — 0,03 га.
2. Експозиція деревних та чагарникових рослин (дендрарій) — 12 га; інтродукційний розплідник — 0,5 га.
3. Експозиція квітково-декоративних багаторічників — 2 га; інтродукційний розплідник — 0,02 га.
4. Експозиція плодово-ягідних культур — 12 га; інтродукційний розплідник — 0,1 га.

Ділянки наукової зони, виділені для екскурсійного обслуговування, розташовані в експозиції природної флори (1,5 га), деревно-чагарникових рослин — 3 га, квітково-декоративних багаторічників — 1 га. Усього 5,5 га.
Мезо- та нанорельєф ботанічного саду досить різноманітний. На південному заході він представлений великими, що чергуються (місцями з виходами на денну поверхню скельних порід), з пологими схилами, які різко обриваються до заплави річки Биструха. Найбільш низька заплавна ділянка тягнеться вузькою смугою вздовж русла річки і представлена її задернованими виносами. Абсолютні висоти саду — 770—860 м.
Ґрунти біля ботанічного саду включають кілька різновидів і добре поєднуються з рельєфом. На пологих схилах залягають чорноземоподібні пилуваті суглинки (вміст загального гумусу 6,45 %), але в крутих — чорноземоподібні хрящуваті (вміст гумусу 5,17 %) і нерозвинені суглинки (4,08 %). Ґрунти досить багаті азотом (127 кг/га), але відчувають нестачу у фосфорі. Розташування в центрі Євразії визначає різко континентальний клімат із високими добовими та сезонними коливаннями температури. Лімітуючим фактором при інтродукції рослин в Алтайському ботанічному саду є різкі перепади температур та вологості протягом року, сезону та доби. Особливість кліматичних умов регіону впливає на сезонний ритм розвитку рослин інорайонних таксонів.
Зима тривала, близько 5-6 місяців із середньою температурою січня –12,9 °C та абсолютним мінімумом — 46-54 °C. Літо коротке та вологе. Середня температура липня становить +16,8 °C з абсолютним максимумом +41,5 °C. Гірський рельєф місцевості пом'якшує низькі температури взимку та високі влітку, але є причиною ранніх та пізніх заморозків, скорочуючи тривалість безморозного періоду.
За даними Леніногірської метеостанції безморозний період — 51-139 днів. Стійка температура повітря вище 5 °С — 169 днів, а вище 10 °С — 121 день. Сума ефективних температур вище + 10 °С становить 1850 °, вище — + 15 °С — 1850 °С, вище + 25 °С -1225 °С. Середньорічна кількість опадів коливається від 432 до 937 мм із літнім максимумом.
Рослинність саду носить, в основному, лугово-степовий характер, проте степові елементи тут виражені слабко і присвячені головним чином схилам південних експозицій. Круті і кам'янисті схили більш розвинені та їх аспекти змінюються кілька разів за літо. Ранньою весною цвіте простріл розкритий, потім молочай великокореневий, василистник ложнотичинковий, айстра альпійська, лабазник звичайний, суниця зелена, а з чагарників — карагана деревоподібна, карагана чагарникова, шипшина колюча, таволга дубравколиста, таволга середня, кизильник чорноплідний, жимолость татарська, барбарис сибірський, сибірка алтайська. У другій половині літа видовий склад квітучих рослин блідне, і до осені схили стають сірими. Пологі схили та низини зайняті густим травостоєм злаково-різнотравного складу за участю як лугово-степових, так і лугово-лісових елементів залежно від експозицій. У структурі Алтайського ботанічного саду представлені такі експозиції: плодовий сад, природна флора, дендрарій, квітникарство.

## Діяльність
Проведення фундаментальних та прикладних досліджень у галузі фітоінтродукції та ботаніки для отримання нових знань про цінність рослин, збагачення генофонду, розробка технологій розмноження перспективних інтродуцентів, організація та реалізація режиму «Особливо охоронюваної природної території Республіканського значення» згідно із законодавством РК.

## Завдання та цілі
Основне завдання вчених Алатайського ботанічного саду — розробка теоретичних та практичних питань поширення та акліматизації рослин, вивчення біоекологічних особливостей їх зростання та розвитку у несприятливих ґрунтово-кліматичних умовах; створення та збереження колекцій рослин, охорона генофонду; вивчення у культурі та розробка прийомів обробітку найбільш господарсько-цінних видів та форм лікарських, харчових, декоративних рослин природної та інорайонної флори; розробка наукових основ охорони та відтворення рідкісних та зникаючих рослин методом інтродукції та реінтродукції; проведення навчально-педагогічної та науково-просвітницької роботи в галузі екології, біології, охорони природи, рослинництва, декоративного садівництва та ландшафтної архітектури. Ведеться розробка рекомендацій щодо їх розмноження та догляду, впровадження видів у різні галузі народного господарства, створення наукових засад розведення садів та парків, надання практичної допомоги в озелененні населених пунктів області. В Алтайському ботанічному саду близько 4000 видів вищих рослин (із них 2000 видів належить до місцевої флори).
Розташований за адресою: 071300, вулиця Єрмакова, 1, м. Риддер, Східно-Казахстанська область.